# Flagler Beach
Flagler Beach es una ciudad ubicada en el condado de Flagler en el estado estadounidense de Florida. En el Censo de 2010 tenía una población de 4.484 habitantes y una densidad poblacional de 430,99 personas por km².

## Geografía
Flagler Beach se encuentra ubicada en las coordenadas 29°28′26″N 81°7′52″O / 29.47389, -81.13111. Según la Oficina del Censo de los Estados Unidos, Flagler Beach tiene una superficie total de 10.4 km², de la cual 9.48 km² corresponden a tierra firme y (8.89%) 0.92 km² es agua.

## Demografía
Según el censo de 2010, había 4.484 personas residiendo en Flagler Beach. La densidad de población era de 430,99 hab./km². De los 4.484 habitantes, Flagler Beach estaba compuesto por el 97.1% blancos, el 0.76% eran afroamericanos, el 0.31% eran amerindios, el 0.65% eran asiáticos, el 0% eran isleños del Pacífico, el 0.13% eran de otras razas y el 1.05% pertenecían a dos o más razas. Del total de la población el 2.43% eran hispanos o latinos de cualquier raza.